# Acarosporina
Acarosporina is een geslacht in de familie Stictidaceae. De typesoort is Acarosporina monilifera.

## Soorten
Volgens Index Fungorum telt dit geslacht drie soorten (peildatum december 2023):
| Soortnaam               | Auteur(s)                              | Publicatiejaar |
| ----------------------- | -------------------------------------- | -------------- |
| Acarosporina hyalina    | P.R. Johnst.                           | 1985           |
| Acarosporina microspora | (R.W. Davidson & R.C. Lorenz) Sherwood | 1977           |
| Acarosporina monilifera | (Ellis & Everh.) Sherwood              | 1977           |